# ابن رشدی‌ها
ابن رشدی‌ها (نام علمی: Averrhoa) نام یک سرده از تیره شبدرترشکیان است.